# West Indies Cricket Team in Simbabwe in der Saison 2022/23
Die Tour des West Indies Cricket Teams nach Simbabwe in der Saison 2022/23 fand vom 4. bis zum 14. Februar 2023 statt. Die internationale Cricket-Tour war Bestandteil der Internationalen Cricket-Saison 2022/23 und umfasste zwei Tests. Die West Indies gewannen die Serie mit 1-0.

## Vorgeschichte
Simbabwe spielte zuvor eine Tour gegen Irland, die West Indies in Australien. Das letzte Aufeinandertreffen der beiden Mannschaften bei einer Tour fand in der Saison 2017/18 in Simbabwe statt.

## Stadion
Das folgende Stadion wurde für die Tour als Austragungsort vorgesehen.
| Stadion            | Stadt    | Kapazität | Spiele       |
| ------------------ | -------- | --------- | ------------ |
| Queens Sports Club | Bulawayo | 9.000     | 1. & 2. Test |

## Kaderlisten
Die West Indies benannten ihren Kader am 17. Januar 2023.
Simbabwe benannte seinen Kader am 31. Januar 2023.
| Test | Test |
| Simbabwe | West Indies |
| --- | --- |
| - Craig Ervine (K) - Gary Ballance - Chamu Chibhabha - Tanaka Chivanga - Brad Evans - Joylord Gumbie - Innocent Kaia - Tanunurwa Makoni - Wellington Masakadza - Kudzai Maunze - Brandon Mavuta - Richard Ngarava - Victor Nyauchi - Milton Shumba - Donald Tiripano - Tafadzwa Tsiga (wk) | - Kraigg Brathwaite (K) - Jermaine Blackwood (VK) - Nkrumah Bonner - Tagenarine Chanderpaul - Roston Chase - Joshua Da Silva (wk) - Shannon Gabriel - Jason Holder - Alzarri Joseph - Kyle Mayers - Gudakesh Motie - Raymon Reifer - Kemar Roach - Devon Thomas - Jomel Warrican |

## Tour Match
| 28. – 30. Januar Scorecard | Bulawayo | West Indies 517 (132.5) & 82-2 (27.1) | – | Simbabwe 122 (56.3) |
|                            |          | Remis                                 |   |                     |

## Tests

### Erster Test in Bulawayo
| 4. – 8. Februar Scorecard | Bulawayo | West Indies 447-6d (143) & 203-5d (60) | – | Simbabwe 379-9d (125) & 134-6 (54) |
|                           |          | Remis                                  |   |                                    |

Die West Indies gewannen den Münzwurf und entschieden sich als Schlagmannschaft zu beginnen. Für sie begannen Kraigg Brathwaite und Tagenarine Chanderpaul als Eröffnungs-Batter. Als sie nach 51 Overn zusammen 112/0 erreicht hatten, musste das Spiel auf Grund von Regenfällen für den Tag beendet werden. Am zweiten Tag konnte auf Grund von Regenfällen und nassem Außenfeld das Spiel erst in der dritten Session beginnen. Die beiden Spieler beendeten weiterhin ungeschlagen den Tag mit 221/0. Am dritten Tag verlor Brathwaite sein Wicket nach einem Century über 182 Runs aus 312 Bällen und an die Seite von Chanderpaul erreichte Kyle Mayers 20 Runs. Als Chanderpaul ein Double-Century über 207* Runs aus 467 Bällen erreicht hatte deklarierten die West Indies das Innings. Bester simbabwischer Bowler war Brandon Mavuta mit 5 Wickets für 140 Runs. Für Simbabwe bildeten die Eröffnungs-Batter Innocent Kaia und Tanunurwa Makoni eine erste Partnerschaft. Makoni verlor nach 33 Runs sein Wicket und nachdem Craig Ervine 13 Runs erreichte endete der Tag beim Stand von 114/3. Am vierten Tag etablierte sich an der Seite von Kaia Gary Ballance. Kaia schied nach einem Fifty über 67 Runs aus und ihm folgten Wellington Masakadza mit 15, Brandon Mavuta mit einem Fifty über 56 Runs und Victor Nyauchi mit 13 Runs. Nachdem Richard Ngarava aufs Feld kam deklarierte Simbabwe das Innings nachdem Ballance ein Century über 137* Runs und Ngarava 19* Runs erreicht hatten und Simbabwe einen Rückstand von 68 Runs aufwies. Bester west-indischer Bowler war Alzarri Joseph mit 3 Wickets für 75 Runs. Für die West Indies erreichten die Eröffnungs-Batter Kraigg Brathwaite und Tagenarine Chanderpaul bis zum Ende des Tages den Stand von 21/0. Am fünften Tag schied Chanderpaul nach 15 und Brathwaite nach 25 Runs aus. Ihnen folgte eine Partnerschaft zwischen Raymon Reifer und Jermaine Blackwood, wobei Reifer ein Fifty über 58 Runs und Blackwood 57 Runs erreichte. Nachdem Roston Chase 14 Runs erzielte und Kyle Mayers bei 17* Runs stand, deklarierten die West Indies das Innings und machte Simbabwe damit eine Vorgabe von 272 Runs. Bester simbabwischer Bowler war Wellington Masakadza mit 3 Wickets für 71 Runs. Für Simbabwe bildete der Eröffnungs-Batter Innocent Kaia und der dritte Schlagmann Chamu Chibhabha eine Partnerschaft, die kurz durch Regenfälle unterbrochen wurde. Kaia schied nach 24 Runs aus und Chibhabha nach 31 Runs. Craig Ervine erzielte danach 17 und Gary Ballance 18 Runs, während Tafadzwa Tsiga das Innings ungeschlagen mit 24* Runs beendete. Bester west-indischer Bowler war Gudakesh Motie mit 4 Wickets für 50 Runs. Als Spieler des Spiels wurde Tagenarine Chanderpaul ausgezeichnet.

### Zweiter Test in Bulawayo
| 12. – 16. Februar Scorecard | Bulawayo | Simbabwe 115 (40.5) & 173 (47.3)                 | – | West Indies 292 (92.3) |
|                             |          | West Indies gewinnt mit einem Innings und 4 Runs |   |                        |

Simbabwe gewann den Münzwurf und entschied sich als Schlagmannschaft zu beginnen. Für sie bildeten Eröffnungs-Batter Innocent Kaia zusammen mit dem dritten Schlagmann Chamu Chibhabha eine Partnerschaft. Chibhabha schied nach 10 Runs aus und wurde durch Craig Ervine gefolgt. Innocent Kaia verlor sein Wicket nach 38 Runs und nachdem Ervine mit Donald Tiripano einen weiteren Partner fand schied er selbst nach 22 Runs aus. Tiripano erzielte dann bis zum Ende des Innings ungeschlagene 23* Runs. Bester west-indischer Bowler war Gudakesh Motie mit 7 Wickets für 37 Runs. Für die west Indies bildete Eröffnungs-Batter Tagenarine Chanderpaul zusammen mit dem dritten Schlagmann Raymon Reifer eine Partnerschaft. Chanderpaul schied nach 36 Runs aus und wurde gefolgt durch Jermaine Blackwood. Reifer verlor sein Wicket nach einem Fifty über 53 Runs und wurde ersetzt durch Kyle Mayers. Nachdem auch Blackwood nach 22 Runs ausschied beendete Mayers zusammen mit Roston Chase den Tag beim Stand von 133/4. Am zweiten Tag verlor Mayers nach 30 Runs sein Wicket und Chase bildete zusammen mit Joshua Da Silva eine weitere Partnerschaft. Chase schied dann nach einem Fifty über 70 Runs aus und kurz darauf auch Da Silva nach 44 Runs. Zwar konnte sich dann noch Gudakesh Motie, doch Regenfälle verkürzten den Tag, bevor dieser beim Stand von 290/8 endete. Am dritten Tag verlor Gudakesh Motie das letzte west-indische Wicket nach 12 Runs und setzte so einen Vorsprung von 177 Runs. Beste simbabwischen Bowler waren Victor Nyauchi mit 5 Wickets für 56 Runs und Brandon Mavuta mit 3 Wickets für 73 Runs. Für Simbabwe bildete Innocent Kaia zusammen mit Craig Ervine eine Partnerschaft. Kaia verlor nach 43 Runs sein Wicket und Ervine fand mit Brandon Mavuta einen weiteren Partner. Nachdem Mavuta nach 16 Runs ausschied, verlor auch kurz darauf Ervine nach einem Fifty über 72 Runs sein Wicket. So schaffte es Simbabwe nicht mehr die West Indies an den Schlag zu bringen. Bester west.indischer Bowler war Gudakesh Motie mit 6 Wickets für 62 Runs, woraufhin er als Spieler des Spiels ausgezeichnet wurde.

## Auszeichnungen

### Player of the Series
Als Player of the Series wurden der folgende Spieler ausgezeichnet.
| Serie | Player of the Series |
| ----- | -------------------- |
| Test  | Gudakesh Motie       |

### Player of the Match
Als Player of the Match wurden die folgenden Spieler ausgezeichnet.
| Spiel   | Player of the Match    |
| ------- | ---------------------- |
| 1. Test | Tagenarine Chanderpaul |
| 2. Test | Gudakesh Motie         |